# ای‌پی‌ام
پایانه‌های ای‌پی‌ام (انگلیسی: APM Terminals) شرکت مدیریت بنادر هلندی است، که در سال ۲۰۰۱ تأسیس شد.